# إسحاق ن. باور
إسحاق ن. باور هو سياسي أمريكي، ولد في 16 مارس 1852 في أولمبيا في الولايات المتحدة، وتوفي في 5 مايو 1916 في كوبيفيل في الولايات المتحدة. نشط حزبياً في الحزب الجمهوري. وقد انتخب عضو مجلس نواب واشنطن ‏.